# Del Rio (Teksas)
Del Rio – miasto w Stanach Zjednoczonych, w stanie Teksas, siedziba hrabstwa Val Verde.

## Demografia
Według przeprowadzonego przez United States Census Bureau spisu powszechnego w 2010 miasto liczyło 35 591 mieszkańców. Natomiast skład etniczny w mieście wyglądał następująco: Biali 84,6%, Afroamerykanie 1,5%, Azjaci 0,5%, pozostali 13,4%.